# Ga Yaek Lam Sali MRT
Ga Yaek Lam Sali (tiếng Thái: สถานีแยกลำสาลี) là một ga Bangkok MRT trên Tuyến Vàng. Nhà ga nằm trên Đường Srinagarindra tại quận Bang Kapi, Băng Cốc và được đặt tên giống nút giao Lam Sali nơi Đường Srinagarindra và Ramkhamhaeng giao nhau tại nhà ga. The station has four entrances. Nó được mở cửa ngày 12 tháng 6 năm 2023 như một phần chạy thử nghiệm giữa Hua Mak và Phawana.
Trong tương lại nó sẽ là ga giao với Tuyến Cam, hiện đang được xây dựng, và Tuyến Nâu đang được lên kế hoạch.

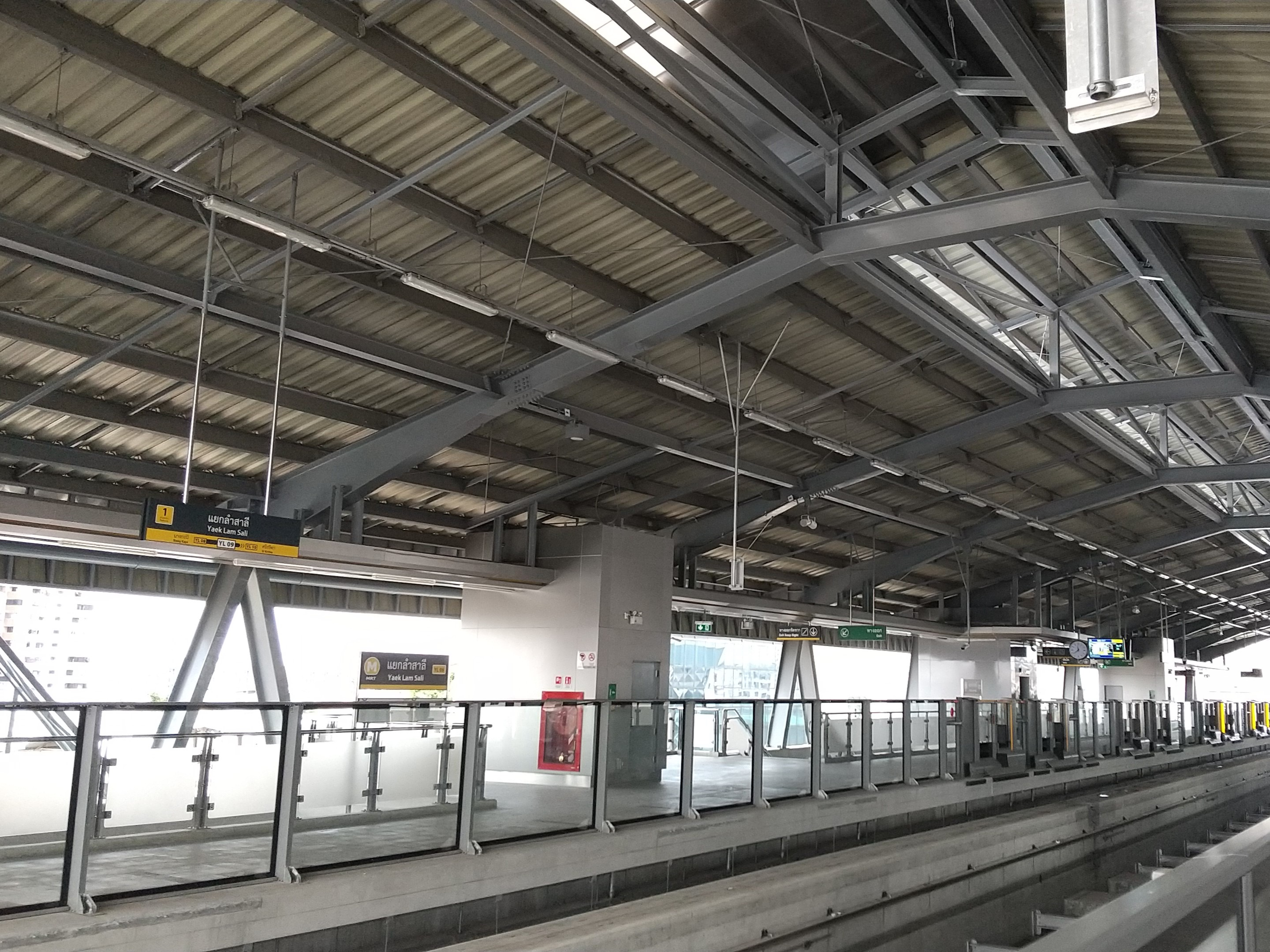
Ke ga